# کاسترولیبرو
کاسترولیبرو (به ایتالیایی: Castrolibero) یک کومونه در ایتالیا است که در استان کزنتزا واقع شده است.

## خصوصیات
کاسترولیبرو ۱۱ کیلومترمربع مساحت و ۱۰٬۱۸۳ نفر جمعیت دارد و ۵۵۹ متر بالاتر از سطح دریا واقع شده است.